# SymbolicC++
SymbolicC++ é um Sistema algébrico computacional de propósito geral incorporado na linguagem de programação C++. É um software livre lançado sob os termos da  GNU General Public License. O SymbolicC++ é usado através da inclusão em um arquivo de cabeçalho da linguagem C++ ou através de links para uma biblioteca.

## Exemplo
```
#include
 
<iostream>

#include
 
"symbolicc++.h"

using
 
namespace
 
std
;

int
 
main
(
void
)

{

 
Symbolic
 
x
(
"x"
);

 
cout
 
<<
 
integrate
(
x
+
1
,
 
x
);
     
// => 1/2*x^(2)+x

 
Symbolic
 
y
(
"y"
);

 
cout
 
<<
 
df
(
y
,
 
x
);
              
// => 0

 
cout
 
<<
 
df
(
y
[
x
],
 
x
);
           
// => df(y[x],x)

 
cout
 
<<
 
df
(
exp
(
cos
(
y
[
x
])),
 
x
);
 
// => -sin(y[x])*df(y[x],x)*e^cos(y[x])

 
return
 
0
;

}

```

O seguinte fragmento de programa inverte a matriz
{\displaystyle {\begin{pmatrix}\cos \theta &\sin \theta \\-\sin \theta &\cos \theta \end{pmatrix}}}
symbolically.
```
Symbolic
 
theta
(
"theta"
);

Symbolic
 
R
 
=
 
(
 
(
  
cos
(
theta
),
 
sin
(
theta
)
 
),

               
(
 
-
sin
(
theta
),
 
cos
(
theta
)
 
)
 
);

cout
 
<<
 
R
(
0
,
1
);
 
// sin(theta)

Symbolic
 
RI
 
=
 
R
.
inverse
();

cout
 
<<
 
RI
[
 
(
cos
(
theta
)
^
2
)
 
==
 
1
 
-
 
(
sin
(
theta
)
^
2
)
 
];

```

A saída é
```
[ cos(theta) −sin(theta) ]
[ sin(theta) cos(theta)  ]

```

O próximo programa ilustra símbolos não-comutativos em SymbolicC++.  Aqui b é um operador de aniquilação e bd é um operador de criação.  A variável vs denota o estado de vácuo {\displaystyle |0\rangle }. O operador ~ alterna a comutatividade de uma variável, isto é, se b é comutativa então ~b é não-comutativa e se b é não-comutativa ~b é comutativa.
```
#include
 
<iostream>

#include
 
"symbolicc++.h"

using
 
namespace
 
std
;

int
 
main
(
void
)

{

 
// O operador b é o operador de aniquilação e bd é o operador de criação

 
Symbolic
 
b
(
"b"
),
 
bd
(
"bd"
),
 
vs
(
"vs"
);

 
b
 
=
 
~
b
;
 
bd
 
=
 
~
bd
;
 
vs
 
=
 
~
vs
;

 
Equations
 
rules
 
=
 
(
b
*
bd
 
==
 
bd
*
b
 
+
 
1
,
 
b
*
vs
 
==
 
0
);

 
// Exemplo 1

 
Symbolic
 
result1
 
=
 
b
*
bd
*
b
*
bd
;

 
cout
 
<<
 
"result1 = "
 
<<
 
result1
.
subst_all
(
rules
)
 
<<
 
endl
;

 
cout
 
<<
 
"result1*vs = "
 
<<
 
(
result1
*
vs
).
subst_all
(
rules
)
 
<<
 
endl
;

 
// Exemplo 2

 
Symbolic
 
result2
 
=
 
(
b
+
bd
)
^
4
;

 
cout
 
<<
 
"result2 = "
 
<<
 
result2
.
subst_all
(
rules
)
 
<<
 
endl
;

 
cout
 
<<
 
"result2*vs = "
 
<<
 
(
result2
*
vs
).
subst_all
(
rules
)
 
<<
 
endl
;

 
return
 
0
;

}

```

Outros exemplos podem ser encontrados nos livros listados abaixo.

## História
SymbolicC++ é descrito em uma série de livros sobre álgebra computacional.  O primeiro livro descreveu a primeira versão da SymbolicC++. Nesta versão o principal tipo de dados para computação simbólica foi a classe Sum. A lista de classes disponíveis incluiu
- Verylong  : Um implementação de Inteiro ilimitado
- Rational  : Uma classe de modelo para  números racionais
- Quaternion : Uma classe de modelo parar quaterniões
- Derive  : Uma classe de modelo para diferenciação automática
- Vector  : Uma classe de modelo para vetores (ver espaço vetorial)
- Matrix  : Uma classe de modelo para matrizes (ver matriz (matemática))
- Sum  : Uma classe de modelo para expressões simbólicas

Exemplo:
```
#include
 
<iostream>

#include
 
"rational.h"

#include
 
"msymbol.h"

using
 
namespace
 
std
;

int
 
main
(
void
)

{

 
Sum
<
int
>
 
x
(
"x"
,
1
);

 
Sum
<
Rational
<
int
>
 
>
 
y
(
"y"
,
1
);

 
cout
 
<<
 
Int
(
y
,
 
y
);
       
// => 1/2 yˆ2

 
y
.
depend
(
x
);

 
cout
 
<<
 
df
(
y
,
 
x
);
        
// => df(y,x)

 
return
 
0
;

}

```

A segunda versão da SymbolicC++ apresentou novas classes, como a classe Polynomial e suporte inicial para integração simples. O suporte para a computação algébrica de álgebras de Clifford foi descrito usando a SymbolicC++ em 2002. Subsequentemente, o suporte para bases de Gröbner foi adicionado.
A terceira versão apresentou uma completa reescrita da SymbolicC++ e foi lançada em 2008. Esta versão encapsula todas as expressões simbólicas na classe Symbolic.
As versões mais recentes estão disponíveis do website da SymbolicC++.